# تروی گروو، ایلینوی
تروی گروو (به انگلیسی: Troy Grove) روستایی در ایالات متحده آمریکا است که در شهرستان لاسال، ایلینوی واقع شده‌است. تروی گرو ۱٫۷۸ کیلومتر مربع مساحت و ۲۵۰ نفر جمعیت دارد و ۲۰۲٫۶۹ متر بالاتر از سطح دریا واقع شده‌است.